# Dragoslav Ražnatović
Dragoslav Raznatovic, en serbio: Драгослав Ражњатовић, fue un jugador de baloncesto serbio. Nació el 19 de abril de 1941, en Vranje, RFS Yugoslavia. Consiguió 5 medallas en competiciones internacionales con Yugoslavia.